# 合流点

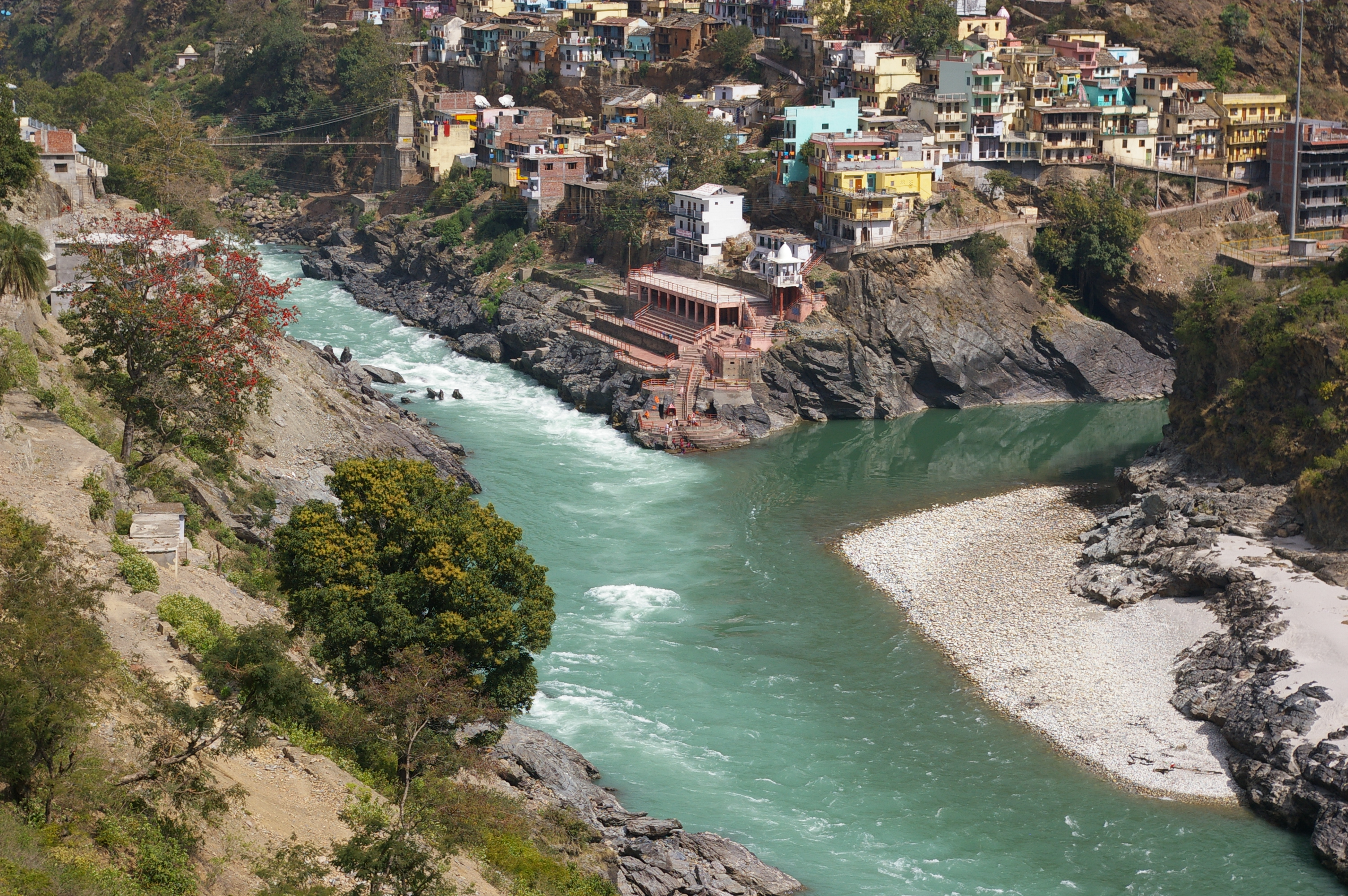
位于喜马拉雅山南麓的德沃普拉耶格，这里是帕吉勒提河和阿勒格嫩达河在的合流点，被认为是恒河的起始

在地理学中，合流点（英語：Confluence）是指两条或多条河流合并为单条河流的地点。 合流点可以有多种形式：较小的支流汇入干流；两条河流合并为一条新的河流，例如帕吉勒提河和阿勒格嫩达河在德沃普拉耶格合流，形成恒河；或同一条河的两条分离的河道重新合并，形成一个河岛。

## 人类活动
人类常以河流作为政治势力边界，因此合流点常会定义国家、州或省的三边交界。有许多城市都坐落在合流点处，例如重庆、圣路易斯、喀土穆等。在城市内部，合流点常被视为一个重要的景观，因此常会有一些重要的建筑物或纪念碑建于此处。有些城市也会在合流点建立公园，或设立工业区。位于泛滥平原的合流点处一般不会放置建筑。
有时合流点也会被作为宗教圣地。Rogers 指出，在铁器时代的欧洲，河流过处常被视为圣地，尤其是河流的源头与合流点。